# São João del-Rei (gemeente)
São João del-Rei is een gemeente en historische stad in de Braziliaanse deelstaat Minas Gerais. De gemeente telt 85.503 inwoners (schatting 2009). De stad werd in 1713 gesticht. In de stad staan veel oude gebouwen, waaronder een zeventigtal kerken en kathedralen.
De plaats is zetel van het rooms-katholieke bisdom São João del Rei.

## Aangrenzende gemeenten
De gemeente grenst aan Barbacena, Carrancas, Conceição da Barra de Minas, Coronel Xavier Chaves, Ibertioga, Madre de Deus de Minas, Nazareno, Piedade do Rio Grande, Prados, Ritápolis, Santa Cruz de Minas en Tiradentes.

## Verkeer en vervoer
De plaats ligt aan de wegen BR-265, BR-383 en BR-494.

## Kerken en kathedralen
- Catedral Basílica do Pilar (1721)
- Rosário (1720)
- Carmo (1733)
- Mercês e Bonfim (1769)
- São Francisco de Assis (1774)
- Senhor dos Montes Santo Antônio
- N. Sra. da Piedade do Bom Despacho (antiga capela da Cadeia)

Katholieke kerk São Francisco de Assis in São João del-Rei

## Geboren
- Tancredo Neves (1910-1985), premier van Brazilië (1961-1962)